# Carl Adolf Jørgensen
Carl Adolf Jørgensen, född 3 oktober 1899, död 14 februari 1968, var en dansk botaniker.
Carl Adolf Jørgensen blev filosofie doktor vid Köpenhamns universitet 1928, professor i ärftlighetslära vid Veterinær- og Landbohøjskolen 1934. Jørgensen var cytogenetiker och växtpatolog. Bland hans cytogenetiska undersökningar märks främst doktorsavhandlingen rörande släktet Solanum (1927), där bland annat beskrev en delvis ny metod för framställning av polyploider på somatisk väg genom dekapitering samt resultat meddelades angående partenogenes som följd av artbastardering. Jørgensen författade för övrigt olika cytogenetiska skrifter rörande släktena Callitriche, Vallisneria, Lamium och Betula. Jørgensens växtpatologiska arbeten gällde bland annat skogsträdens sjukdomar och speciellt undersökningar över rottickan. Jørgensen utgav även en nybearbetning av Emil Rostrups Den danske Flora (1947).